# ميكيا لوبيز دي هارو
ميكيا لوبيز دي هارو (حوالي 1215 - 1270) هي من نبلاء باسكيون/القشتاليون تزوجت من ألفارو بيريز دي كاسترو وسانشو الثاني ملك البرتغال، ألغى هذا الزواج من قبل بابا إنوسنت الرابع، أدى إلى خلاف في أن ينبغي أن تكون في عداد ملكة قرينة من البرتغال، وأيضا لعبت دوراً هاماً في أزمة السياسية البرتغالية عام 1245.
هي أبنة لوبي دياز الثاني دي هارو، لورد بيسكاي، والدتها كانت الأبنة غير الشرعية لـ ألفونسو التاسع ملك ليون.